# Jon Fishman
Jon Fishman (Filadelfia, 19 febbraio 1965) è un batterista statunitense.

## Biografia
Fishman è nato a Filadelfia, in Pennsylvania. Fu adottato e crebbe a Syracuse (New York) in una famiglia ebrea (ed è infatti di fede ebraica). Fishman dimostrò una grande passione per la batteria sin da bambino, dichiarando il desiderio di emulare John Bonham, il batterista dei Led Zeppelin, Bill Bruford degli Yes e Keith Moon degli Who. Frequentò la Jamesville-Dewitt High School e, dopo il diploma, frequentò il primo anno al corso di ingegneria dell'Università del Vermont insieme al compagno di gruppo Mike Gordon: lì fu uno dei membri fondatori dei Phish. Poiché diventare ingegnere non era la sua vera vocazione, Fishman si trasferì insieme all'amico Trey Anastasio al Goddard College, dove presentò la tesi "A Self-Teaching Guide to Drumming in Retrospect".

## Phish
I Phish presero il nome da uno dei molti nomignoli di Fishman, al quale fu leggermente variata la grafia (il batterista e infatti comunemente indicato come 'Fish' nelle note degli album e su internet). Oltre a suonare la batteria e le percussioni nei brani della band, Fishman esegue spesso seconde voci o armonizzazioni vocali e occasionalmente canta le linee principali dei pezzi, usualmente nelle cover, a molte delle quali dà un'interpretazione ironica o addirittura comica (i casi più frequenti sono "Purple Rain" di Prince e "Gettin' Jiggy Wit It" di Will Smith). Le sue performance vocali "serie" sono dedicate quasi tutte a brani dei Phish: Fishman canta la linea principale in "The Moma Dance", "Taste" e "Ghost". È coautore di 19 brani dei Phish e autore unico di 8. 
Durante le performance dal vivo, spesso indossa un muumuu, un abito femminile della tradizione hawaiiana ed esegue degli assoli di aspirapolvere (soffiando dentro il tubo).

## Altre attività musicali
Fishman suona la batteria con la rock band Pork Tornado e ha suonato a lungo con il Jazz Mandolin Project. È stato membro dei collettivi musicali The Everyone Orchestra e The Village. Occasionalmente, si è esibito con numerosi artisti.

## Strumentazione
Fishman compone la sua batteria utilizzando pezzi di svariati produttori tra cui Noble & Cooley, Gretsch, Ayotte, Zildjian, Sabian, Paiste, Wuhan, Remo e Vic Firth. 
Usualmente suona utilizzando:
- Grancassa 22x14 Gretsch del periodo (1958–63) restaurata dalla Precision Drum Company.
- Tom-tom 6x6 Noble & Cooley
- Tom-tom 8x7 Noble & Cooley
- Tom-tom 10x7 Noble & Cooley
- Tom-tom 12x8 Noble & Cooley
- Timpano 14x12 Noble & Cooley
- Timpano 16x14 Noble & Cooley
- Rullante 14x6.5 Ayotte 18-Ply Maple Snare (o 14x6.5 Precision 21-Ply Maple Snare con logo tridimensionale dei Phish[3]).